# Koncertní a kongresové centrum Antonína Dvořáka
Koncertní a kongresové centrum Antonína Dvořáka (známé spíše pod přezdívkou Rejnok) je projekt multifunkční budovy, která měla být postavena v Českých Budějovicích v prostoru bývalého tankového cvičiště mezi Sídlištěm Vltava, Sídlištěm Šumava a přírodní rezervací Vrbenské rybníky, a následně o ní bylo krátce uvažováno také jako o řešení pro pražskou filharmonickou halu.
Původně byla realizace projektu naplánovaná na rok 2014, tu ale českobudějovická radnice před volbami pozastavila, kvůli nejasnostem kolem investora. V roce 2020 zastupitelstvo Českých Budějovic definitivně odsouhlasilo změnu územního plánu a odblokovalo pozemky pro jiný účel.

## Popis projektu

### Popis stavby
Půdorys Rejnoka má přibližně tvar rovnoramenného trojúhelníku. Zastavěná plocha je přibližně 1,5 hektaru. Černá hladká střecha je zprohýbaná do dvou „boulí“. Polooficiální přezdívku Rejnok získala stavba celkovou podobností své formy s rejnokem, ačkoli se objevují i jiné interpretace tvaru (např. tvar hýždí).
Rejnok obsahuje :
- koncertní sál Emy Destinnové s kapacitou 1000 diváků,
- koncertní sál Karla Ančerla s kapacitou 400 diváků,
- zkušebny, šatny a podobné prostory,
- prostory pro pořádání kongresů,
- obchody, restaurace a další provozovny v komerční části.

### Autorství projektu
Projekt vypracovala kancelář Future Systems. Autorský tým se skládal z architektů Misha Gabriel, Jan Kaplický, Yaniv Peer, Filippo Previtali a Georg Roetzel, akustiku navrhli Neill Woodger, George Ellerington z firmy ARUP, statické výpočty provedl Ed Clark a vztahem k životnímu prostředí se zabýval Andrew Sedgwick. Po smrti Jana Kaplického se stavby ujala architektka Eva Jiřičná.

### Financování projektu
Celkové investiční náklady byly v projektu odhadovány na 1,5 miliardy korun a tato částka postupně narostla až na 2,3 miliardy. Hlavním investorem měla být Jihočeská společnost přátel hudby, která prostředky byla údajně schopna získat z darů sponzorů. Všichni dárci si podle Jihočeské společnosti přátel hudby přáli do zahájení stavebních prací zůstat v anonymitě.
Město České Budějovice odmítlo participovat na projektu přímými finančními dotacemi. Nicméně České Budějovice hodlaly podpořit projekt převodem potřebných pozemků za symbolickou cenu, což byl vlastně ekvivalent finanční investice v řádu desítek milionů korun.
Náklady na provoz a podporu kulturní produkce měly plně hradit výnosy z pronájmů komerční části Rejnoka.

## Kritika
Kritici vytýkali projektu především:
- špatnou dopravní dostupnost lokality, projekt odporoval koncepci rozvoje dopravní infrastruktury a koncepci městské hromadné dopravy[zdroj?]
- v situaci, kdy město není schopno naplnit stávající konkurenční prostory (Dům kultury Metropol, Slávie...), šlo o zbytečnou stavbu[zdroj?]
- možné dopady na přírodní rezervaci Vrbenské rybníky[zdroj?]
- neexistenci záruk, že investor je skutečně schopen projekt financovat
- volbu materiálů a kvalitu projektu, který enormně zvyšoval náklady na vytápění a další provozní náklady